# Argentinas håndboldlandshold (damer)
Argentinas håndboldlandshold er det argentinske landshold i håndbold for kvinder. De er reguleret af Confederacion Argentina de Handball og deltager i internationale konkurrencer.

## Resultater

### Panamerikanske lege
- 1987: 5.-plads
- 1991: Ikke Kvalificeret
- 1995: 5.-plads
- 1999: 6.-plads
- 2003: 2.-plads
- 2007: 3.-plads
- 2011: 2.-plads
- 2015: 2.-plads
- 2019: 2.-plads

### Syd- og Mellemamerikamesterskabet
- 2018:  Sølv
- 2021:  Sølv

### VM
- 1999: 24.-plads
- 2003: 22.-plads
- 2005: 20.-plads
- 2007: 20.-plads
- 2009: 19.-plads
- 2011: 23.-plads
- 2013: 19.-plads
- 2015: 18.-plads
- 2017: 23.-plads
- 2019: 16.-plads
- 2021: 21.-plads
- 2023: 20.-plads

### OL
- 2016: 12.-plads

## Spillertruppen
Den nuværende spillertrup ved VM i kvindehåndbold 2021 i Spanien.
Cheftræner:  Eduardo Gallardo
| Nr. | Navn               | Position     | Kampe | Mål | Klub                             |
| --- | ------------------ | ------------ | ----- | --- | -------------------------------- |
| 1   | Marrisol Carratú   | Målvogter    | 105   | 3   | CB Atlético Guardés              |
| 4   | Rosario Urban      | Højre fløj   | 56    | 101 | Jeanne d’Arc Dijon Handball      |
| 5   | Manuela Pizzo      | Venstre back | 145   | 357 | Skara HF                         |
| 6   | Ayelén García      | Højre fløj   | 16    | 22  | River Plate                      |
| 7   | Rocío Campigli     | Stregspiller | 65    | 143 | CBF Málaga Costa del Sol         |
| 10  | Luciano Mendoza    | Højre back   | 178   | 581 | Achenheim Truchtersheim Handball |
| 12  | Ayelén Rosalez     | Målvogter    | 5     | 0   | BM Porriño                       |
| 13  | Giuliana Gavilan   | Stregspiller | 37    | 49  | Handball Plan-de-Cuques          |
| 15  | Antonela Mena      | Stregspiller | 184   | 221 | CID Moreno                       |
| 16  | Leila Niño         | Målvogter    | 31    | 2   | Vélez Sarsfield                  |
| 17  | Malena Cavo        | Højre back   | 21    | 57  | BM Bera Bera                     |
| 18  | Macarena Sans      | Playmaker    | 79    | 120 | Club Deportivo Beti Onak         |
| 21  | Macarena Gandulfo  | Venstre back | 79    | 88  | Le Pouzin HB07 Handbal           |
| 22  | Elke Karsten       | Playmaker    | 99    | 287 | Molde HK                         |
| 23  | Valentina Cisneros | Venstre fløj | 7     | 7   | CID Moreno                       |
| 25  | Micaela Casasola   | Højre back   | 62    | 105 | BM Porriño                       |
| 26  | Lucia Dalle        | Venstre fløj | 0     | 0   | Estudiantes de La Plata          |
| 36  | Micaela Casasola   | Venstre back | 0     | 0   | River Plate                      |